# Gaimardia (Plantae)
Gaimardia, biljni rod s Nove Gvineje, Tasmanije, Novog Zelanda, južnog Ćilea i Falklandskih otoka. Nekada je uključivan u porodicu Centrolepidaceae, a danas porodici Restionaceae. Postoje četiri priznate vrste

## Vrste
1. Gaimardia amblyphylla W.M.Curtis
2. Gaimardia australis Gaudich.
3. Gaimardia fitzgeraldii F.Muell. & Rodw.
4. Gaimardia setacea Hook.f.